# The Life of a Showgirl
The Life of a Showgirl es el duodécimo álbum de estudio de la cantautora estadounidense Taylor Swift. Su lanzamiento está previsto para el 3 de octubre de 2025 a través de Republic Records. Swift produjo el album junto a los productores discográficos suecos Max Martin y Shellback.
Swift concibió The Life of a Showgirl durante su etapa europea del Eras Tour (2024), inspirada en su vida como artista. La escribió y produjo con Martin y Shellback en Suecia, trabajando con el dúo por primera vez desde Reputation (2017). La fotografía del álbum estuvo a cargo de Mert and Marcus, y Swift adoptó una temática provocativa, inspirada en las showgirls. Los periodistas la describieron como la estética visual más glamurosa y extravagante de su carrera.
El álbum contiene 12 canciones, con Sabrina Carpenter en la canción principal. Swift anunció el álbum el 13 de agosto de 2025 en el episodio de New Heights, el pódcast deportivo de Jason Kelce y Travis Kelce. El episodio se convirtió en el estreno de pódcast más visto de la historia.

## Antecedentes
Swift comenzó a insinuar nueva música en septiembre de 2024, cinco meses después del lanzamiento de su undécimo álbum de estudio, The Tortured Poets Department. Más tarde, apareció en la 67.ª edición de los Premios Grammy en febrero de 2025 con aretes rojos adornados de 12 joyas.
El 30 de mayo de 2025, Swift anunció que había adquirido la propiedad total de sus primeros seis álbumes de estudio, poniendo fin a una disputa de seis años. El anuncio presentó un nuevo logotipo con sus iniciales, diseñado en estilo art déco. Al igual que con sus lanzamientos de álbumes anteriores, Swift incluyó varias pistas con referencia al número 12 en el anuncio, y limitó la disponibilidad de la letra en su sitio web a 12 días. El equipo de Swift pronto comenzó a lanzar eventos de escucha el 18 de julio, presentando sus álbumes anteriores. El 26 de julio, The Sun afirmó que Swift había filmado en secreto un vídeo musical dos días antes en Los Ángeles, para una canción cuyo ritmo solo a su equipo se le permitió escuchar.
El 11 de agosto de 2025, el equipo publicitario de Swift, Taylor Nation, adelantó un nuevo álbum con una publicación que contenía 12 fotos de Swift con atuendos naranjas durante su etapa en el The Eras Tour, con el texto: «Pensando en cuándo dijo "Nos vemos en la próxima era..."»; posteriormente, el pódcast deportivo semanal New Heights, presentado por el novio de Swift y jugador de los Kansas City Chiefs, Travis Kelce, y su hermano Jason Kelce, publicaron una miniatura que anticipaba su próximo episodio, mostrando la silueta de Swift. Ese mismo día, una cuenta regresiva con fondo naranja apareció en el sitio web de Swift, que finalizaba a las 12:12 a.m. del 12 de agosto (ET). Al finalizar la cuenta regresiva, el sitio web se cayó brevemente para luego anunciar The Life of a Showgirl como el título de su duodécimo álbum.
El 13 de agosto de 2025, unas horas antes del lanzamiento del pódcast de los hermanos Kelce con Swift, una nueva cuenta regresiva apareció en su sitio web, la cual finalizaba a las 7:00 p.m. (ET) de ese día (misma hora en la cuál se estrenaba el pódcast) que mostraba en el centro una puerta naranja similar al acto de «Karma» durante el The Eras Tour y que iba descendiendo mientras pasaban las horas, además que durante ese lapso empezaron a aparecer uno por uno cuatro candados con cuatro colores diferentes respectivamente. Una vez finalizada la cuenta regresiva, se reveló la portada del álbum, la lista de canciones que incluía una colaboración con Sabrina Carpenter y la fecha de lanzamiento para el 3 de octubre de 2025. Asimismo se pusieron a disposición cuatro variantes adicionales en CD para preordenar durante las primeras 72 horas.

## Promoción
Durante la noche del anuncio, el Empire State Building se iluminó de naranja; la página de Instagram del edificio compartió una imagen de la iluminación, con el mensaje «hacia la próxima era». Una lista de reproducción de Spotify seleccionada por Swift, titulada «And, baby, that's show business for you», se promocionó a través de vallas publicitarias en Nueva York y Nashville, Tennessee. Contiene 22 canciones de su discografía que fueron producidas por Max Martin y Shellback. La búsqueda del nombre de la cantante en Google empezó a mostrar confeti naranja, un emoji de corazón en llamas y el título de la lista de reproducción de Spotify previamente revelado.

## Producción y composición
Swift produjo el álbum junto a los productores suecos Max Martin y Shellback, quienes previamente trabajaron con Swift en sus álbumes Red (2012), 1989 (2014), y Reputation (2017).Ella declaró que la colaboración comenzó después de hablar con Martin mientras el Eras Tour se estaba presentando en Estocolmo en mayo de 2024, y viajó a Suecia entre las fechas de la gira en la etapa europea en los meses siguientes para grabar el álbum. Swift dijo que el álbum trata sobre lo que vivió y sintió tras bambalinas durante la gira.
Swift afirmó que no hay canciones adicionales para el álbum, ya que quería tener solo doce canciones para su duodécimo álbum. Swift explicó que quería crear "un álbum que se centrara en la calidad, en la temática y en que todo encajara como un rompecabezas perfecto". También afirmó que crear melodías "contagiosas" era uno de sus objetivos con el álbum, a diferencia de su predecesor, con una gran carga lírica. Es su primer álbum desde Red en el que no participa el productor discográfico estadounidense Jack Antonoff.

### Canciones
El tema de apertura, "The Fate of Ophelia", se considera una referencia a la trágica muerte de Ofelia, el personaje femenino principal de la obra "Hamlet" del dramaturgo inglés William Shakespeare. El segundo tema, "Elizabeth Taylor", lleva el título de la actriz anglo-estadounidense. Swift ya había hecho referencia a Taylor en la letra de su canción de 2017 ...Ready for It? de Reputation. La canción final y la canción principal, "The Life of a Showgirl", presenta a la cantante estadounidense Sabrina Carpenter, quien fue una de las teloneras del Eras Tour y ha citado a Swift como influencia artística.

## Portada y estética

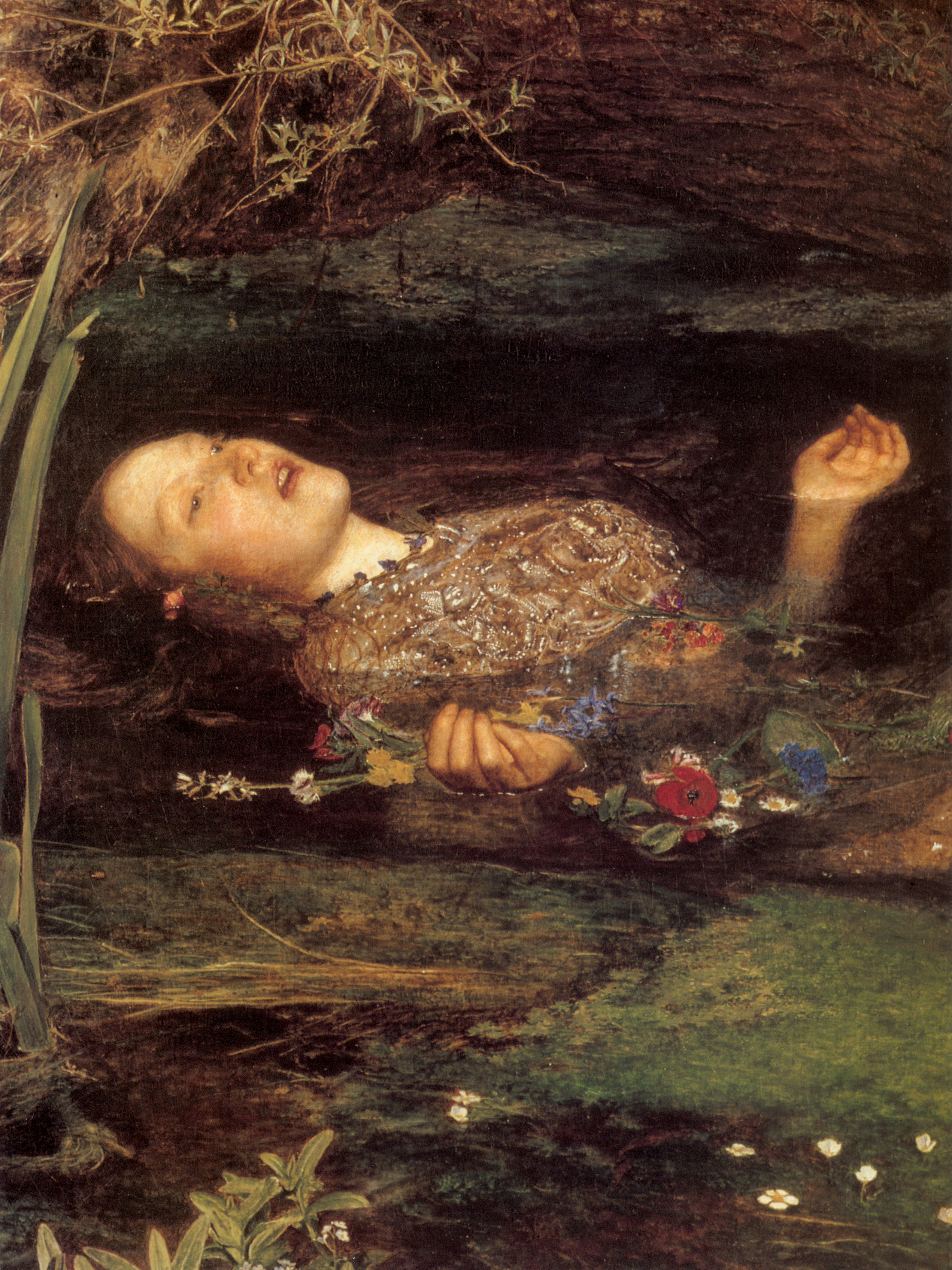
Los periodistas interpretaron la portada del álbum como una referencia a la pintura Ophelia, de la obra Hamlet- del artista británico John Everett Millais.

Cada álbum de Swift tiene un color asociado. The Life of a Showgirl y su ciclo de álbumes tienen como tema el naranja; Swift describió el tono como un naranja Portofino. Las fotografías para el material promocional del álbum fueron tomadas y editadas por Mert and Marcus, quienes ya habían trabajado con Swift en Reputation. La portada estándar del álbum muestra a Swift medio sumergida en agua mientras usa un bralette adornado con líneas de diamantes que cubren su torso, diseñado por AREA.
Varios periodistas interpretaron la portada estándar del álbum como una referencia a la pintura inspirada en Hamlet de John Everett Millais, Ophelia. Surabhi Redkar de Prestige Hong Kong escribió que «mientras que los ojos de Ophelia quedan sin vida tras ahogarse, Swift te mira directamente desde la portada, sugiriendo que no es de las que sufren y se ahogan bajo las normas del patriarcado que una vez mataron a Ophelia». Joel Calfee de Harper's Bazaar comparó la portada con una escena del video musical de Swift de 2017, Look What You Made Me Do, donde aparece sentada en una bañera llena de joyas.
Las publicaciones caracterizaron la estética general del álbum como una representación de la extravagancia, la extravagancia y el maximalismo de las coristas. Calfee la consideró la "estética más provocativa" de la carrera de Swift, mientras que Olivia Petter consideró The Life of a Showgirl como su primer ciclo de álbumes que sexualizó intencionalmente su imagen pública.  Halie LeSavage de Marie Claire describió la estética como "sensual y brillante, y la Swift más reveladora que jamás se haya vestido ante el ojo público".  Jay Stahl y Nicole Fallert de USA Today escribieron que demostraba que Swift "reclamaba la propiedad de su cuerpo del público", y agregaron que "siempre ha sabido cuándo y qué mostrar".
Algunas publicaciones consideraron la estética sexual como la respuesta de Swift a la publicación del presidente de los Estados Unidos, Donald Trump en Truth Social en mayo de 2025 que afirmaba que Swift "ya no estaba de moda"; Trump la había descrito como "muy hermosa" en junio de 2024, antes de que ella respaldara a los candidatos demócratas Kamala Harris y Tim Walz para las elecciones presidenciales de Estados Unidos de 2024.

## Impacto
Edificios como el Empire State Building, la Kansas City Union Station y el Ping An Finance Centre[cita requerida] se iluminaron de naranja para el anuncio del álbum. Inspirado por el álbum, National Geographic publicó una historia sobre la historia de coristas. El anuncio también inspiró a varias marcas, publicaciones, empresas y franquicias, incluidas M&M's, Crumbl Cookies, McDonald's, Dunkin' Donuts, American Airlines y United Airlines, a publicar imágenes y memes de color naranja brillante en sus redes sociales.
Swift "rompió internet" con el episodio de New Heights y el anuncio del álbum, según los periodistas. El episodio logró el récord del estreno de pódcast más visto en YouTube, anteriormente en poder del episodio Joe Rogan Experience del presidente estadounidense Donald Trump. The Hollywood Reporter informó que el episodio había acumulado más de 10 millones de visualizaciones en YouTube en menos de 24 horas, convirtiéndose en el episodio más visto del pódcast. Según Spotify, New Heights obtuvo un aumento del 3000% en nuevos oyentes, y el número de oyentes femeninas aumentó un 618%.

## Lista de canciones
Adaptada desde la tienda online de Swift. Todas las canciones son producidas por Swift, Martin, y Shellback.
| The Life of a Showgirl track listing |                                                  |          |  |
| N.º                                  | Título                                           | Duración |  |
| 1.                                   | «The Fate of Ophelia»                            |          |  |
| 2.                                   | «Elizabeth Taylor»                               |          |  |
| 3.                                   | «Opalite»                                        |          |  |
| 4.                                   | «Father Figure»                                  |          |  |
| 5.                                   | «Eldest Daughter»                                |          |  |
| 6.                                   | «Ruin the Friendship»                            |          |  |
| 7.                                   | «Actually Romantic»                              |          |  |
| 8.                                   | «Wish List»                                      |          |  |
| 9.                                   | «Wood»                                           |          |  |
| 10.                                  | «Cancelled!»                                     |          |  |
| 11.                                  | «Honey»                                          |          |  |
| 12.                                  | «The Life of a Showgirl» (con Sabrina Carpenter) |          |  |

Notas
- «Wish List» aparece escrita como «Wi$h Li$t».
- «Cancelled!» aparece escrita en mayúscula.

## Personal
- Taylor Swift – voz, producción
- Max Martin – productor
- Shellback – productor
- Sabrina Carpenter – artista invitada (pista 12)
- Mert and Marcus – fotografía[52]
- Joseph Cassell – estilista de vestuario

## Historial de lanzamiento
| Región         | Fecha                | Formato(s)       | Discográfica     | Ref.   |
| -------------- | -------------------- | ---------------- | ---------------- | ------ |
| Estados Unidos | 3 de octubre de 2025 | Casete CD vinilo | Republic Records | [ 53 ] |